# 豫州刺史部
豫州刺史部，是漢朝十三州刺史部之一，州治在譙縣（今安徽省亳州市）。漢代州域範圍大致是今日的河南省南部東部、安徽省北部、江蘇省西北角及山東省西南角。

## 名稱由來
「豫州」一詞的出現始於春秋以後，指的是黃河與荊山（今湖北省南漳縣西）之間的區域。春秋戰國時期，百家爭鳴，著書立說，把禹時的九州冠以稱謂，豫州即其一。《尚書·禹貢》載：「荊、河惟豫州。」《釋名》曰：「豫在九州之中，安豫也。」《太康地記》云：「稟中和之氣，性理安舒，其地，南據荊，北距河。」《呂氏春秋》云：「河、漢之間為豫州。」《爾雅·釋地》載：「河南曰豫州。」

## 西漢豫州刺史部
西漢時，領潁川郡、汝南郡、梁國、沛郡4個郡國。

## 東漢豫州刺史部
東漢時，領潁川郡、汝南郡、梁國、沛國、陳國、魯國6個郡國。

## 豫州刺史
- 张敞（汉宣帝时）
- 鲍宣（汉哀帝建平元年、前6年）
- 镡显（汉安帝时）
- 冯焕（汉安帝元初六年、119年）
- 杨秉（汉顺帝初年）
- 周敞（汉顺帝时）
- 冲定（汉顺帝、汉桓帝时）
- 周景（汉桓帝初）
- 周慎（汉桓帝时）
- 张方（汉桓帝、汉灵帝时）
- 炅褒（汉灵帝初）
- 孙宾硕（汉灵帝时）
- 成某（汉灵帝时）
- 王允（汉灵帝中平元年至二年、184年—185年）
- 黄琬（汉灵帝中平末年）
- 某典（汉灵帝中平五年三月、188年）
- 孔伷（汉献帝初平年间）
- 孙坚（汉献帝初平年间）
- 周㬂（汉献帝初平年间）
- 孙贲（兴平元年194年前）
- 刘备（汉献帝兴平年间至建安初年）
- 郭贡（汉献帝兴平元年、194年）
- 刘某（汉献帝建安初年）
- 刘威（汉献帝建安初年）
- 阴夔（汉献帝建安初年）
- 王思（汉献帝建安十一年至十二年、206年—207年）
- 吕贡（汉献帝建安末年）[1]

### 出處
1. ↑  《史記·夏本紀》：「荊河惟豫州」；《史記集解》引孔安國曰：「西南至荊山，北距河水。」
2. ↑   參:

### 書籍
- 司馬遷，《史記》，維基文庫
- 班固，《漢書》，維基文庫
- 范曄，《後漢書》，維基文庫
- 司馬彪，《續漢志》，維基文庫
- 陳壽，《三國志》，維基文庫
- 吳增僅，《三國郡縣表》，上海：開明書局，1937
- 葛劍雄，《西漢人口地理》北京：人民出版社，1986年
- 周振鶴，《西漢政區地理》，北京：人民出版社，1987年
- 周振鶴，《漢書地理志匯釋》，安徽：安徽教育出版社，2006年
- 孔祥軍，《三國政區地理研究》，南京：南京大學歷史系，2007年
- 后曉榮，《秦代政區地理》，北京：社會科學文獻出版社，2009年

### 地圖
- 譚其驤，《中國歷史地圖集》，1991年，曉園出版社。ISBN：9571201987
- Google地圖[]